# Wolodymyr Kysseljow
Wolodymyr Wiktorowytsch Kysseljow (ukrainisch Володимир Вікторович Кисельов, russisch Владимир Викторович Киселёв Wladimir Wiktorowitsch Kisseljow; * 1. Januar 1957 in Myski, Oblast Kemerowo, Russische SFSR, Sowjetunion; † 7. Januar 2021 in Krementschuk, Ukraine) war ein sowjetischer Leichtathlet. Bei einer Körpergröße von 1,86 m betrug sein Wettkampfgewicht 125 kg.
Der Junioreneuropameister des Jahres 1975 Wolodymyr Kysseljow gewann 1979 mit 20,01 m bei den Halleneuropameisterschaften Bronze im Kugelstoßen hinter dem Finnen Reijo Ståhlberg (20,47 m) und dem Briten Geoff Capes (20,23 m).
Kysseljows größter internationaler Erfolg war der Gewinn der Goldmedaille bei den Olympischen Spielen 1980 in Moskau mit olympischem Rekord von 21,35 m im letzten Versuch. Kysseljow hatte seit dem ersten Versuch mit 21,10 m in Führung gelegen. Zweiter wurde der Exweltrekordler Alexander Baryschnikow mit 21,08 m vor dem amtierenden Weltrekordler Udo Beyer mit 21,06 m. Reijo Ståhlberg und Geoff Capes belegten die Plätze 4 und 5.
1982 konnte Kysseljow bei den Halleneuropameisterschaften den vierten Platz mit 19,55 m belegen, bei der Freilufteuropameisterschaften wurde er mit 20,40 m Siebter. 
Kysseljow wurde 1982 und 1984 Meister der Sowjetunion. Seine persönliche Bestleistung von 21,58 m stellte Kysseljow 1984 auf. An den Olympischen Spielen 1984 konnte er aufgrund des sowjetischen Olympiaboykotts aber nicht teilnehmen. Stattdessen startete er bei den Wettkämpfen der Freundschaft, wo er Dritter wurde.